# サンタ・カタリーナ (カーボベルデ)
サンタ・カタリーナ（ポルトガル語: Concelho de Santa Catarina）は、カーボベルデの基礎自治体のひとつ。

## 隣接行政区画
- タラファル
- サン・ミゲル
- サンタ・クルス
- サン・サルバトル・ド・ムンド
- リビエラ・グランデ・デ・サンティアゴ

## 教区
- Santa Catarina